# ريان جريفيث
ريان جريفيث (بالإنجليزية: Ryan Griffiths)‏ (21 أغسطس 1981 بسيدني في أستراليا - ) هو لاعب كرة قدم أسترالي في مركز الهجوم، شارك في الألعاب الأولمبية الصيفية 2004. وشارك مع منتخب أستراليا لكرة القدم. أما مع النوادي، فقد لعب مع رابيد بوخارست ونادي أديلايد يونايتد ونادي بكين سينوبو غوان ونادي جنوب الصين ونيوكاسل يونايتد جتس وFC Progresul București ‏ وNorth West Sydney Spirit FC ‏ وSarawak FA State Football Team ‏ وLiaoning F.C. ‏ وBeijing Sport University F.C. ‏ وManly United FC ‏.

## وصلات خارجية
- ريان جريفيث على موقع قاعدة بيانات كرة القدم.إي يو (الإنجليزية)
- ريان جريفيث على موقع ناشيونال فوتبول تيمز (الإنجليزية)
- ريان جريفيث على موقع Soccerway.com (الإنجليزية)
- ريان جريفيث على موقع عالم كرة القدم.نت (الإنجليزية)
- ريان جريفيث على موقع أوليمبيديا (الإنجليزية)
- ريان جريفيث على موقع اللجنة الأولمبية الأسترالية (الإنجليزية)